# Melcha annulitarsis
Melcha annulitarsis är en stekelart som först beskrevs av Cameron 1907.  Melcha annulitarsis ingår i släktet Melcha och familjen brokparasitsteklar. Inga underarter finns listade i Catalogue of Life.